# Antoine de Berghes
Antoine de Berghes o Antoine de Glymes (nascut 13 maig 1500 - † |27 juny 1541 ), primer marquès de Berghes i agutzil de Namur, va ser un alt dignatari del Sacre Imperi Romanogermànic .

## Biografia

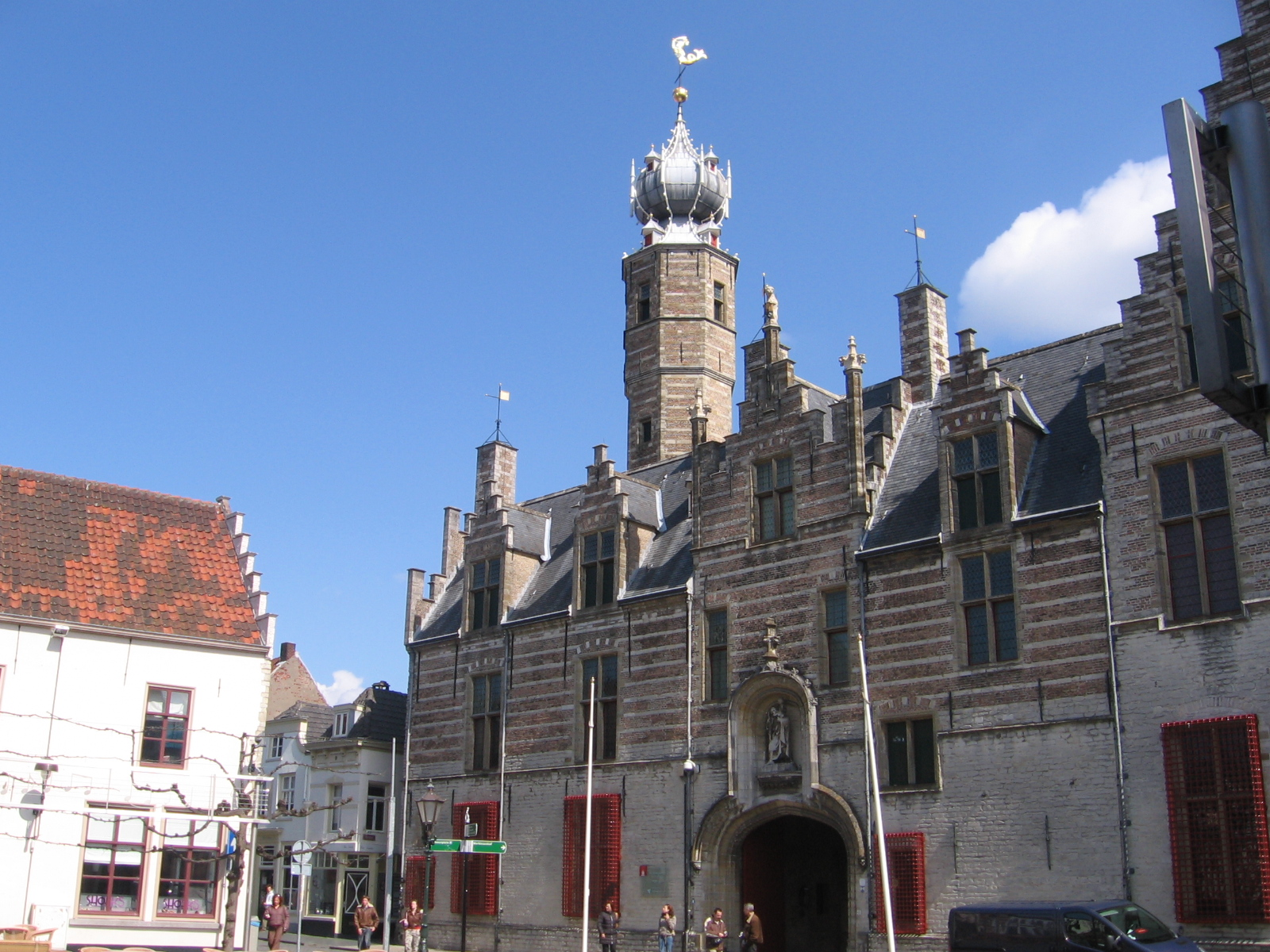
El Markiezenhof de Bergen-sur-Zoom, on Antoni de Glymes va rebre l'emperador el 1540.

Fill de Joan III de Glymes i Berghes, el 1532 va heretar el títol de comte de Walhain. El 1533, l'emperador Carles V el va elevar al rang de 1 marquès de Bergen-op-Zoom. Va ser també baró de Grimbergen, estatholder i bailli del comtat de Namur, cavaller de l'Ordre del Toisó d'Or al capítol de Tournai (el desembre de 1531), conseller imperial i camarlenc. Antoine de Glymes de Berghes va ser també l'ambaixador de Maria d'Àustria. El 1540 va rebre l'emperador Carles V al seu castell de Bergen op Zoom, el Markiezenhof . També posseïa el Château de Croÿ.
Antoine de Glymes de Berghes es va casar amb Jacqueline de Croÿ, filla d' Enric de Croÿ-Aerschot, comte de Porcien  .
d'aquesta unió van néixer quatre fills :
- Anne de Glymes de Berghes (nascuda el 1525)
- Joan IV de Glymes de Berghes (nascut el 1528)
- Robert de Glymes de Berghes (nascut el 1530)
- Mencia de Glymes de Berghes (nascut el 1535)

## Avantpassats
| Avantpassats d'Anton van Glymes | Avantpassats d'Anton van Glymes                                       | Avantpassats d'Anton van Glymes                                       | Avantpassats d'Anton van Glymes                                  | Avantpassats d'Anton van Glymes                                  | Avantpassats d'Anton van Glymes                                  | Avantpassats d'Anton van Glymes                                  | Avantpassats d'Anton van Glymes                                                | Avantpassats d'Anton van Glymes                                                |
| ------------------------------- | --------------------------------------------------------------------- | --------------------------------------------------------------------- | ---------------------------------------------------------------- | ---------------------------------------------------------------- | ---------------------------------------------------------------- | ---------------------------------------------------------------- | ------------------------------------------------------------------------------ | ------------------------------------------------------------------------------ |
| Besavis                         | Joan I de Glymes (1390-1427) ∞ 1418 Johanna van Boutersem (1398-1430) | Joan I de Glymes (1390-1427) ∞ 1418 Johanna van Boutersem (1398-1430) | Gauchier de Saint Simon (-1458) Maria de Commercy (-1449)        | Gauchier de Saint Simon (-1458) Maria de Commercy (-1449)        | Joan II de Brimeu (1397-1441) ∞ 1455 Maria de Mailly (1410–1470) | Joan II de Brimeu (1397-1441) ∞ 1455 Maria de Mailly (1410–1470) | Jacob de Rambures (1425-1515) ∞ Maria Antonieta de Bergues-Saint Winoc (1425-) | Jacob de Rambures (1425-1515) ∞ Maria Antonieta de Bergues-Saint Winoc (1425-) |
| Avis i avis                     | Joan II de Glymes (1417-1494) ∞ 1444 Margarida de Rouveroy (?-?)      | Joan II de Glymes (1417-1494) ∞ 1444 Margarida de Rouveroy (?-?)      | Joan II de Glymes (1417-1494) ∞ 1444 Margarida de Rouveroy (?-?) | Joan II de Glymes (1417-1494) ∞ 1444 Margarida de Rouveroy (?-?) | Guy de Brimeu (1433-1477) ∞ Antonieta de Rambures (1449-1517)    | Guy de Brimeu (1433-1477) ∞ Antonieta de Rambures (1449-1517)    | Guy de Brimeu (1433-1477) ∞ Antonieta de Rambures (1449-1517)                  | Guy de Brimeu (1433-1477) ∞ Antonieta de Rambures (1449-1517)                  |
| Pares                           | Joan III de Glymes (1452-1532) ∞ Adriana van Brimeu (?-?)             | Joan III de Glymes (1452-1532) ∞ Adriana van Brimeu (?-?)             | Joan III de Glymes (1452-1532) ∞ Adriana van Brimeu (?-?)        | Joan III de Glymes (1452-1532) ∞ Adriana van Brimeu (?-?)        | Joan III de Glymes (1452-1532) ∞ Adriana van Brimeu (?-?)        | Joan III de Glymes (1452-1532) ∞ Adriana van Brimeu (?-?)        | Joan III de Glymes (1452-1532) ∞ Adriana van Brimeu (?-?)                      | Joan III de Glymes (1452-1532) ∞ Adriana van Brimeu (?-?)                      |
| Anton de Glymes (1500-1541)     |                                                                       |                                                                       |                                                                  |                                                                  |                                                                  |                                                                  |                                                                                |                                                                                |